# Anotogaster flaveola
Anotogaster flaveola är en trollsländeart som beskrevs av Lúcia Garcez Lohmann 1993. Anotogaster flaveola ingår i släktet Anotogaster och familjen kungstrollsländor. IUCN kategoriserar arten globalt som otillräckligt studerad. Inga underarter finns listade i Catalogue of Life.